# Kuznya na Ribalszkomu

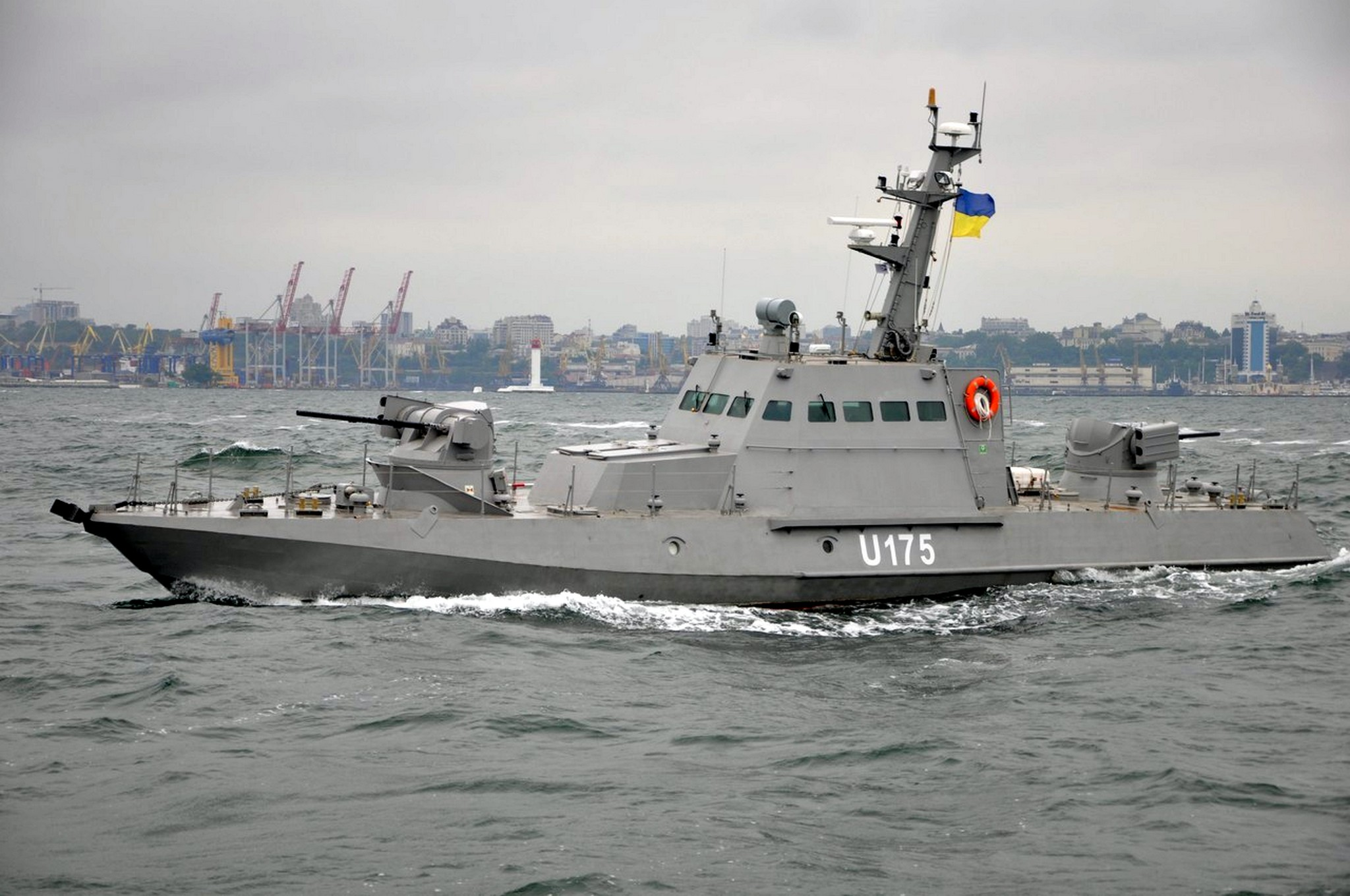
Az Ukrán Haditengerészet Hjurza–M gyorsnaszádja Odesszánál

A Kuznya na Ribalszkomu (ukránul: Кузня на Рибальському), korábban Lenyinszka Kuznya (cirill betűkkel: Ленінська кузня, magyarul: Lenini kovácsműhely) Ukrajna fővárosában, Kijevben, a Dnyeper partján működő gépgyár. Fő tevékenységi köre a hajógyártás, mellette fegyvereket is készít. Folyami és kisebb tengeri hajók építésére egyaránt alkalmas. 1862-ben alapították, 1928-tól foglalkozik hajóépítéssel. A vállalat Petro Porosenko érdekeltségébe tartozik.

## Története
A gépgyárat 1862-ben alapított Fjodor Grigorjevics Donat mérnök és iparos öntöttvas termékek és vasszerkezetek előállítására, Donat, Lipovsukij és Társa néven. 1868-ban már ott készültek a Dnyeper új vashídjának elemei. 1898-ban átszervezték és átnevezték Kijevi Gépgyár névre, majd 1895-ben a vállalat a Dél-oroszországi Gépgyár tulajdonába került. A szovjethatalom kiépülése után államosították, majd 1924-ben átnevezték Lenyinszka Kuznya névre.
1928-ban az Ukrán Legfelsőbb Tanács határozatot hozott arról, hogy a Lenyinszka Kuznya gyárban beindítják a hajógyártást. Döntöttek arról, hogy a Dnyeper mentén, a Ribalszkij-félszigeten elkezdik egy hajóépítő üzem és a hozzá tartozó dokkok építését.
Az 1930-as évektől a Lenyinszka Kuznya gyárban a hajógyártás vált a fő profillá. Az első hajót, egy teljes egészében hegesztett hajótesttel rendelkező vontatóhajót 1931-ben bocsátották vízre. A következő évben pedig elkezdődött a 300 LE-s és 400 LE-s gőzhajtású folyami vontatóhajók sorozatgyártása. A hajók gőzgépeit is a gyár állította elő.
1938-ban a hajógyár tervezőirodájának vezetőjévé Olekszandr Bajbakovot nevezték ki, aki az 1970-es évek elejéig meghatározó személyisége volt a gyárban folyó hajóépítésnek. A második világháború előtti években folyami monitorokat is gyártottak, melyeket a Dnyeperen, az Azovi-tengeren és a Dunán használtak. A gyárban épített egyik monitor, a Zseleznyakov nevű egység 1941-től 1945-ig szolgált, ez idő alatt 40 ezer km-t hajózott. Ezt a hajót 1967-ben a hajógyár parkjában állították ki.
A második világháború után bővült a gyártmányválaszték. A vontatóhajók mellett utasszállító hajók, kotróhajók, tengeri vontatóhajók és uszályokat is építettek a hajógyárban. Az 1950-es évek végén, az 1960-as évek elején elkezdődött a tengeri halászhajók építése, az 1970-es évektől pedig a Lenyinszka Kuznya hajógyár is épített több példányt az 1124-es tervszámú (NATO-kódja: Grisha osztály) korvettekből.
A hajógyárban készült az 1986-os csernobili atomerőmű-balesetben megsérült atomreaktor köré épített szarkofág fémszerkezeteinek jelentős része.
A Lenyinszka Kuznya hajógyárban építették az Ukrán Haditengerészet számára az U205 Luck és az U209 Ternopil korvetteket. 1995-ben a gyárat privatizálták és részvénytársasággá alakították. A privatizáció óta Petro Porosenko üzletember és politikus érdekeltségei közé tartozik. A gyár a Porosenko tulajdonába tartozó Ukrprominveszt holding része.

## Gyártmányai
A hajógyár fő termékei a halászhajók, teherhajók, tankhajók, kikötői vontató és tolóhajók. Egyéb gépipari termékei a kazánok, hulladékégető berendezések, szivattyúk, hajócsavarok és különféle öntödei termékek. Katonai célú termékei közé tartoznak az 1124M tervszámú korvettek, az 58150 tervszámú ágyús gyorsnaszádok (Hjurza-M), az 58503-as típusú deszant-rohamnaszád (Kentavr-LK), valamint a KAU–30M hajófedélzeti tüzérségi rendszer és az UAG–40 automata gránátvető.